# Omloop van het Houtland 1967
L'Omloop van het Houtland 1967, ventitreesima edizione della corsa, si svolse il 28 settembre 1967 su un percorso con partenza e arrivo a Lichtervelde. Fu vinto dal belga Jan Boonen della Mann-Grundig davanti ai suoi connazionali Rik Van Looy e Daniel Van Ryckeghem.

## Ordine d'arrivo (Top 10)
| Pos. | Corridore            | Squadra      | Tempo |
| ---- | -------------------- | ------------ | ----- |
| 1    | Jan Boonen           | Mann-Grundig |       |
| 2    | Rik Van Looy         | Belgio       |       |
| 3    | Daniel Van Ryckeghem | Mann-Grundig |       |
| 4    | Georges Vandenberghe | Romeo-Smiths |       |
| 5    | Yvan Verbiest        | Goldor-Gerka |       |
| 6    | Guido Reybrouck      | Romeo-Smiths |       |
| 7    | Frans Aerenhouts     | Mann-Grundig |       |
| 8    | Fernand Deferm       | Mann-Grundig |       |
| 9    | Leo Van Dam          | Mann-Grundig |       |
| 10   | Tony Daelemans       | Goldor-Gerka |       |